# (82075) 2000 YW134
2000 واي دابليو 134 (ويعرف أيضًا باسم (82075) 2000 واي دابليو 134 وفق تسمية الكوكب الصغير) (بالإنجليزية: 2000 YW134)‏ هو كويكب ضمن حزام الكويكبات؛ وترتيبه 82075 من حيث الاكتشاف.
اكتُشف هذا الجُرم الفلكي بواسطة سبيس واتش في 26 ديسمبر 2000.

## وصلات خارجية
- (82075) 2000 YW134 في قاعدة بيانات مختبر الدفع النفاث لأجرام النظام الشمسي الصغيرة

- الاكتشاف · مخطط المدار ·  العناصر المدارية · المعلمات المادية

- (82075) 2000 YW134 على موقع ويكي سكاي: DSS2, SDSS, GALEX, IRAS, Hydrogen α, X-Ray, Astrophoto, Sky Map, Articles and images